# Svit+
Svit+ (Світ+) é um canal de televisão ucraniano de viagens e estilo de vida de propriedade da 1+1 Media. O canal transmite reprises de The World Inside Out e outros programas relacionados a viagens produzidos pela empresa, mostrando a Ucrânia e o resto do mundo, bem como programas de estilo de vida internacionais. O seu público alvo principal é o grupo demográfico de 18 a 34 anos.

## História
Em 31 de outubro de 2023, a 1+1 Media, como Vision 3, ganhou uma licença para operar o canal na plataforma de televisão terrestre da Zeonbud no multiplex 7. Inicialmente foi programado para ser um canal voltado ao público feminino.
O Conselho Nacional de Rádio e Televisão registrou a licença em 24 de outubro de 2024, sob o nome definitivo de Svit+.
Suas transmissões começaram em 1 de novembro de 2024 no DVB-T2 LCN 45 no multiplex 7. O novo canal foi disponibilizado gratuitamente às operadoras até 1 de janeiro de 2025, após o qual as operadoras interessadas usariam o espaço anteriormente ocupado pela versão ucraniana do Comedy Central, que deveria fechar em 2025. Operadores como a Triolan só receberam o canal quando o Comedy Central Ucrânia fechou.

## Programação
O canal inicialmente conta com a programação do catálogo anterior da 1+1 Media, incluindo reprises de todos os episódios de The World Inside Out, de Dmytro Komarov. Como parte da programação de lançamento, o canal também exibiu reprises do reality show da Netflix, Dream Home Makeover, exibido originalmente no canal TET. O canal planeja incluir programas de viagens produzidos no exterior em 2025.